# 清晨5點
《清晨5點》（英語："5 in the Morning"）是英國歌手酷娃恰莉的單曲，於2018年5月31日作為每月發行一次的單曲系列第一部分由庇護所唱片和英國大西洋唱片發行。

## 樂評要點
Pitchfork的Olivia Horn將歌曲標記為「很（合適的）符合恰莉在《流行2》描述的世界觀」，並指稱它是「繼去年《流行2》混音帶的Victory lap。」《紙》的Alex Kazemi將歌曲標記為「與她的首張新浪潮風專輯《真實浪漫史》背後的強烈情感相呼應的哥德風餘興派對。」

## 音樂錄影帶
《清晨5點》的音樂錄影帶於2018年6月27日釋出。錄影帶由前期拍攝過單曲《Vroom Vroom》錄影帶的導演Bradley & Pablo指導拍攝，影片中恰莉在被夜店燈光圍繞的穀倉中昂首闊步

## 現場表演
在每一場舉世盛名巡迴演唱會開場演唱中，恰莉都會在開場清單中表演這首歌。恰莉也在2018年7月上傳了在雜誌《混音器》現場直播的單曲表演。

## 曲目列表
| 數位下載 | 數位下載                 | 數位下載 |
| 曲序     | 曲目                     | 时长     |
| -------- | ------------------------ | -------- |
| 1.       | 清晨5點 5 in the Morning | 2:49     |

## 榜單
| 榜單（2018年）                         | 最高 排名 |
| -------------------------------------- | --------- |
| 新西兰（新西兰唱片音乐协会熱門單曲榜） | 7         |